# Kålpølse
 Der er for få eller ingen kildehenvisninger i denne artikel, hvilket er et problem. Du kan hjælpe ved at angive troværdige kilder til de påstande, som fremføres i artiklen.

Kålpølse er en udbredt spise i den sydlige del af Danmark og i Slesvig-Holsten.
Den serveres til kål. Pølsen indeholder ikke kål men krydret okse- og svinekød.
Kålpølsen kom fra Tyskland i 1800-tallet.
Kålpølser spises oftest i det sønderjyske til nytår med grønlangkål og hamburgerryg.